# Citigroup Center (Los Angeles)
Citigroup Center je mrakodrap v centru kalifornského města Los Angeles. Má 48 pater a výšku 191 metrů, je tak 12. nejvyšší mrakodrap ve městě. Výstavba probíhala v letech 1977 – 1979 a za designem budovy stojí architekt Albert C. Martin. Budova disponuje 83 053 m2 převážně kancelářských ploch.
Budva mohla být viděna ve filmu San Andreas kdy se při zemětřesení hroutí poté, co se na ní zřítí U.S. Bank Tower